# Freaky Fortune
Freaky Fortune, originaire d'Athènes en Grèce, est un groupe de musique grec.
Le 11 mars 2014, il remporte la finale nationale grecque "Eurosong 2014 - a MAD show" et est choisi, accompagné du rappeur Risky Kidd, pour représenter la Grèce au Concours Eurovision de la chanson 2014 à Copenhague, au Danemark avec la chanson Rise up (Lève-toi).
Il est composé de Nicolas "Nick" Raptakis (Νικόλας Ραπτάκης, né le 30 avril 1990 à Athènes) et du producteur Theophilos "Teo" Pouzbouris (Θεόφιλος Πουζμπούρης, né le 9 février 1991 à Athènes).